# Данцигский гульден
Данцигский гульден — денежная единица Данцигской республики и Вольного города Данциг

## Данцигская республика
В 1807 году была учреждена Данцигская республика, а в следующем году в Данциге был основан монетный двор, начавший чеканить разменную монету, нехватка которой сильно сказывалась на жизни торгового города. Чеканились медные монеты номиналом в 1 шиллинг (1808, 1812) и 1 грош (1809, 1812). Была также проведена пробная чеканка серебряных монет с надписью на немецком языке «5 Einer Danziger Gulden» (1/5 данцигского гульдена). Формально данцигский гульден равнялся польскому злотому и делился на 30 грошей или 90 шиллингов, а 4 данцигских гульдена образовывали 1 данцигский талер. После падения наполеоновской Франции в 1813 году монетный двор был закрыт, а сама республика была ликвидирована в 1814 году.

## Вольный город Данциг
Вольный город Данциг был образован в 1920 году. Поначалу его денежной единицей являлась немецкая марка, но гиперинфляция в Германии в начале 1920-х годов вынудила данцигские власти пойти на введение собственной валюты и изъятия немецких марок из оборота. В сентябре 1923 года был образован Данцигский банк, который начал выпуск данцигских гульденов (равнявшихся 100 пфеннигам), при этом гульден был привязан не к марке, а к фунту стерлингов (25 данцигских гульденов = 1 фунт стерлингов). Были выпущены монеты номиналом 1, 2, 5 и 10 пфеннигов, а также в ½, 1, 2, 5, 10 и 25 гульденов; банкноты выпускались номиналом в 1, 2, 5, 10, 25 и 50 пфеннигов, а также 1, 2, 5, 10, 20, 25, 50, 100, 500 и 1.000 гульденов.
Девальвация фунта стерлингов в 1931 году привела к изменению обменного курса гульдена, и потому в апреле 1932 года было установлено, что отныне 1 данцигский гульден будет равняться 0,292895 г чистого золота. В 1935 году курс был изменён на 0,1687923 г чистого золота.
30 сентября 1939 года, после присоединения Данцига к Германии данцигские гульдены были обменены по курсу 0,7 рейхсмарки за 1 гульден. Монеты в 1, 2, 5 и 10 пфеннигов были приравнены по номиналу к монетам в рейхспфеннигах и обращались до 1 ноября 1940 года.

### Монеты[2]

#### Выпуск 1923 года
| Изображение | Номинал      | Диаметр | Гурт                  | Лицевая сторона | Оборотная сторона | Материал              |
| ----------- | ------------ | ------- | --------------------- | --------------- | ----------------- | --------------------- |
|             | 1 пфенниг    | 17 мм   | гладкий               |                 |                   | Бронза                |
|             | 2 пфеннига   | 19,5 мм | гладкий               |                 |                   | Бронза                |
|             | 5 пфеннигов  | 17,5 мм | гладкий               |                 |                   | Медно-никелевый сплав |
|             | 10 пфеннигов | 21,5 мм | гладкий               |                 |                   | Медно-никелевый сплав |
|             | 1/2 гульдена | 19,5 мм | ребристый (100)       |                 |                   | Серебро 750           |
|             | 1 гульден    | 23,5 мм | ребристый (100)       |                 |                   | Серебро 750           |
|             | 2 гульдена   | 26,5 мм | NEC TEMERE NEC TIMIDE |                 |                   | Серебро 750           |
|             | 5 гульденов  | 35 мм   | NEC TEMERE NEC TIMIDE |                 |                   | Серебро 750           |
|             | 25 гульденов | 22 мм   | NEC TEMERE NEC TIMIDE |                 |                   | Золото 916 2/3        |

#### Выпуск 1927 года
| Изображение | Номинал      | Диаметр | Гурт            | Лицевая сторона | Оборотная сторона | Материал    |
| ----------- | ------------ | ------- | --------------- | --------------- | ----------------- | ----------- |
|             | 1/2 гульдена | 19,5 мм | ребристый (100) |                 |                   | Серебро 750 |

#### Выпуск 1930 года
| Изображение | Номинал      | Диаметр | Гурт                  | Лицевая сторона | Оборотная сторона | Материал       |
| ----------- | ------------ | ------- | --------------------- | --------------- | ----------------- | -------------- |
|             | 25 гульденов | 22 мм   | NEC TEMERE NEC TIMIDE |                 |                   | Золото 916 2/3 |

#### Выпуск 1932 года
| Изображение | Номинал      | Диаметр | Гурт                  | Лицевая сторона | Оборотная сторона | Материал           |
| ----------- | ------------ | ------- | --------------------- | --------------- | ----------------- | ------------------ |
|             | 5 пфеннигов  | 17,5 мм | гладкий               |                 |                   | Алюминиевая бронза |
|             | 10 пфеннигов | 21,5 мм | гладкий               |                 |                   | Алюминиевая бронза |
|             | 1/2 гульдена | 19,5 мм | ребристый (100)       |                 |                   | Никель             |
|             | 1 гульден    | 23,5 мм | ребристый (160)       |                 |                   | Никель             |
|             | 2 гульдена   | 26 мм   | NEC TEMERE NEC TIMIDE |                 |                   | Серебро 500        |
|             | 5 гульденов  | 30 мм   | NEC TEMERE NEC TIMIDE |                 |                   | Серебро 500        |
|             | 5 гульденов  | 30 мм   | NEC TEMERE NEC TIMIDE |                 |                   | Серебро 500        |

#### Выпуск 1935 года
| Изображение | Номинал      | Диаметр | Гурт | Лицевая сторона | Оборотная сторона | Материал |
| ----------- | ------------ | ------- | ---- | --------------- | ----------------- | -------- |
|             | 5 гульденов  | 29 мм   |      |                 |                   | Никель   |
|             | 10 гульденов | 34 мм   |      |                 |                   | Никель   |